# Pau Rosés
Pau Rosés (s. XVII - s. XVIII) fou un mestre de capella català. No hi ha constància de la seva formació, però se sap que durant entre 1696 i el 1713 exercia d'organista a la Bisbal. Després va passar a ocupar un càrrec similar a Castelló d'Empúries des del 1714 fins a la seva mort. Rosés degué tenir vincles amb la catedral de Girona, ja que hi actuà com a examinador en unes oposicions del 1712.
Es conserven obres seves en llatí (els motets In festo Sancti Petri Nolasco i Manete in delectione mea, i la composició mariana Regina Coeli, laetare); en castellà (els tonos Dos bellos clarines i Pues sois madre gloriosa); i en català (la tonada Anit és nat un infant)